# (32775) 1986 WP2
1986 WP2 (asteroide 32775) é um asteroide da cintura principal. Possui uma excentricidade de 0.16521920 e uma inclinação de 2.33855º.
Este asteroide foi descoberto no dia 29 de novembro de 1986 por Kenzo Suzuki e Takeshi Urata em Toyota.